# Колесаев, Валентин Сергеевич
Валентин Сергеевич Колеса́ев (1903—1966) — советский театральный режиссёр. Заслуженный деятель искусств РСФСР (1952). Лауреат Сталинской премии второй степени (1946). Член ВКП(б) с 1945 года.

## Биография
В. С. Колесаев родился 20 сентября (3 октября) 1903 года. В 1921 году окончил Театральную студию имени А. С. Грибоедова. Сценическую деятельность начал в 1922 году в Московской опытной мастерской педагогического театра (с 1925 года — 1-й Государственный педагогический театр, с 1931 года — Госцентртюз). В 1942—1943 годах — художественный руководитель фронтового театра ВТО. С 1943 года — режиссёр ЦДТ (в 1950—1954 годах его художественный руководитель). В. С. Колесаев — один из активных деятелей советского театра для детей, внесший большой вклад в его становление и развитие. Его постановки отмечены выразительными массовыми сценами, яркостью, музыкальностью, в них созданы психологические тонкие портреты маленьких героев. В 1936—1937 годах преподавал в ГИТИСе, в 1937—1938 годах — во ВГИКе.

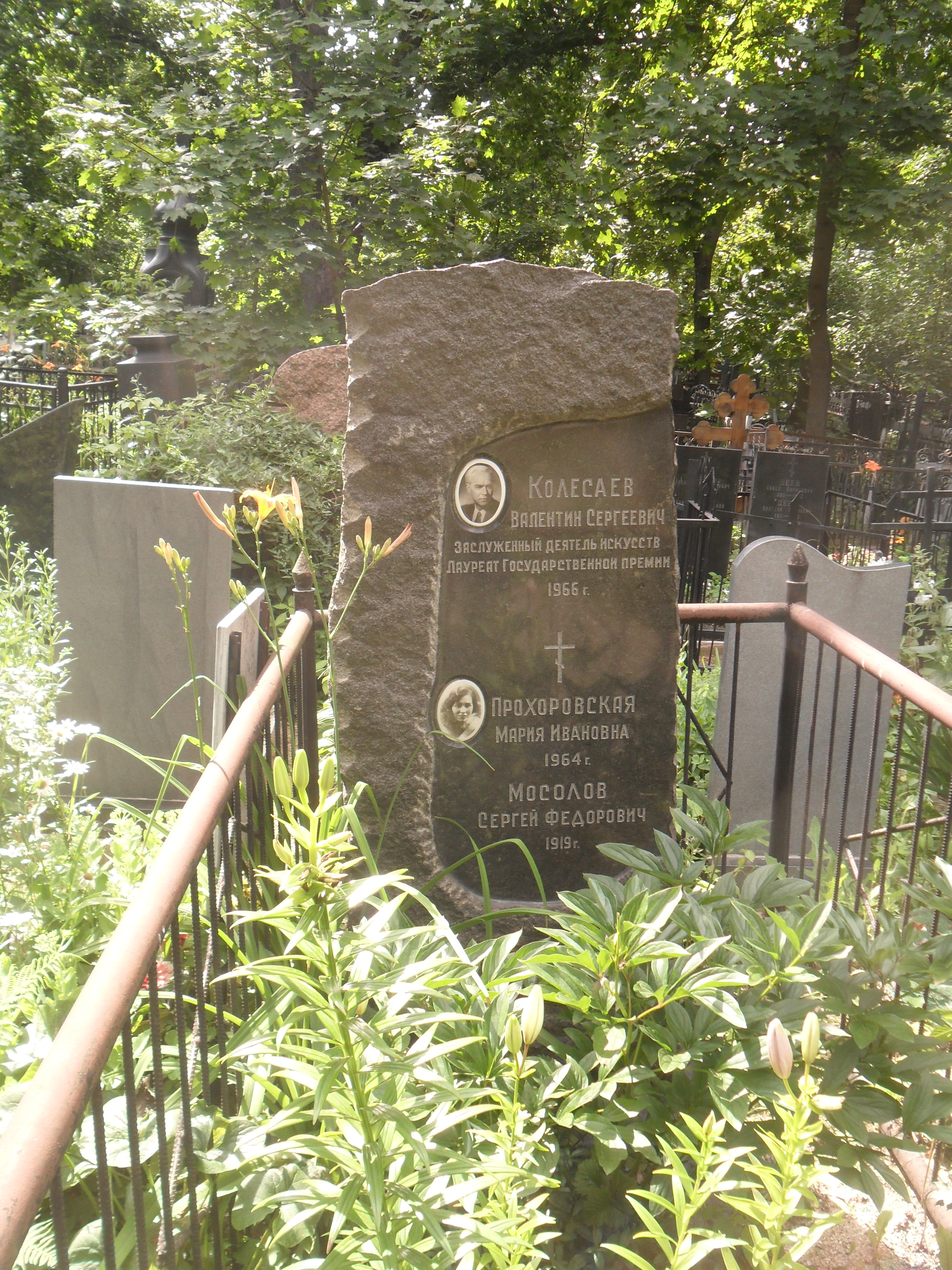
Могила Колесаева на Ваганьковском кладбище Москвы.

В. С. Колесаев умер 8 декабря 1966 года. Похоронен в Москве на Ваганьковском кладбище (участок № 3).

## Театральные постановки
- 1932 — «Джордано Бруно» Т. Голицыной по С. С. Заяицкому
- 1934 — «Сам у себя под стражей» П. Кальдерона
- 1936 — «Гимназисты» К. А. Тренёва
- 1936 — «Том Кенти» С. В. Михалкова по М. Твену
- 1939 — «Ломоносов» М. И. Сизовой
- 1940 — «Единая боевая» А. Я. Бруштейн
- 1944 — «Город мастеров, или Сказка о двух горбунах» Т. Г. Габбе (совместно с Л. А. Волковым)
- 1947 — «Как закалялась сталь» по Н. А. Островскому
- 1948 — «Два капитана» по В. А. Каверину; «Снежок» В. А. Любимовой
- 1952 — «Волынщик из Стракониц» Й. К. Тыла
- 1960 — «Рамаяна» Н. Р. Гусевой по мотивам древенеиндийского эпоса
- 1965 — «Дух Фландрии» по Ш. де Костеру

## Награды и премии
- заслуженный деятель искусств РСФСР (1952)
- Сталинская премия второй степени (1946) — за постановку спектакля «Город мастеров» Т. Г. Габбе